# Таємниця співаючого острова
«Таємниця співаючого острова» — радянський художній фільм 1980 року, знятий режисером Серіком Райбаєвим на кіностудії «Казахфільм».

## Сюжет
За повістю С. Жубатирова «Далекі острови». Це фільм про дитячі мрії, про потяг хлопців до романтики, пригод, пошуків незвіданого.

## У ролях
- Тохтар Карсакбаєв — Бекет
- Єрмек Толепбаєв — Нурлан
- Данара Карманова — Айнур
- Олжас Мамутов — Кайсар

## Знімальна група
- Режисер — Серік Райбаєв
- Сценарист — Геннадій Хоменчук
- Оператори — Аубакір Сулєєв, Болат Сулєєв
- Композитор — Микола Мартинов
- Художник — Арсен Бейсембінов